# グッド良平。
グッド 良平。（ぐっど りょうへい、1981年4月7日 - ）は、日本の俳優、お笑い芸人である。兵庫県出身。吉本興業所属。大阪NSC23期生。漫才コンビグッドウォーキンのメンバー。エンターテインメント集団大塚ドリームSHOWの元メンバー。

## 人物
趣味はスノーボードとツーリング。特技はヒューマンビートボックス。2015年に同期の上田歩武と「グッドウォーキン」を結成し、現在は舞台俳優業を中心に活動中。井上裕介（NON STYLE）を「兄貴」と慕い、番組や配信で共演している。俳優仲間の7人で結成されたYouTubeチャンネル「amapハウス」を結成し活動中。非対称対戦型モバイルゲーム『IdentityV 第五人格』が好きでグッドチャンネル- で毎週月曜日の20時から視聴者参加型のゲーム配信も行っている。

## 舞台
- 「PIE」（主催：大塚ドリームSHOW、脚本・演出：横山裕之（天狗）2018年6月15日 - 17日、大塚ドリームシアター）
- 「女医レイカ」（脚本・演出：鳳恵弥、演出：木村ひさし、2020年3月5日 - 8日、東京・シアターグリーン BASE THEATER）
- 「風を切れ2020」（主催：演劇企画ユニット、劇団山本屋CUWT project vol.1.0、2021年5月26日 - 6月1日、ラゾーナ川崎プラザソル）ミサキ役
- 「午前5時47分の時計台」（主催：NPO法人文化芸術教育支援センター、企画製作：演劇企画ユニット 劇団山本屋、2021年9月8日 - 9月12日、東京あうるすぽっと）
- 「星降る夜と3つ目の殺人」（主催：SCRAP、すゞひ企画、脚本・演出：鈴木秀明、2021年9月30日 - 2022年2月27日、リアル脱出ゲーム吉祥寺店、リアル脱出ゲーム名古屋店、リアル脱出ゲーム大阪心斎橋店）
- 「結 －MUSUBI－」（主催・制作：吉本興業、脚本・演出：石田明（NON STYLE）アンダースタディ
- 「After/Reset 〜第一章 誕生〜」（主催・制作：インヘリット東京、脚本・演出：畠山貴憲　2022年6月8日-６月12日、高島平バルスタジオ）マー・ピンシー役
- 「殺人者にその歌は響かない」（主催：すゞひ企画、脚本・演出：鈴木秀明、2022年6月28日 - 2022年7月3日、ベノア銀座）
- 「下山～親鸞の覚悟～」（主催：NPO法人文化芸術教育支援センター、制作：劇団山本屋、脚本：松本京、演出：山本タク 2022年8月17日−8月21日　中目黒キンケロ・シアター）
- 「大阪城夢祭 楽市楽座亭」「ももたろう」「結－MUSUBI－」（2022年10月15日 - 23日）
- 「サクセスストーリーがはじまらない」（主催：劇団マリーシア兄弟　2022年11月23日 - 11月27日 シアターKASSAI）
- 「9月31日の花嫁」（主催：すゞひ企画、脚本・演出：鈴木秀明、2023年3月16日 - 4月9日 リアル脱出ゲーム吉祥寺店、リアル脱出ゲーム名古屋店、リアル脱出ゲーム大阪心斎橋店）
- 「柵で囲う檻の柵」(主催:くちなし、脚本・演出:田淵晃基 2023年9月27日 - 10月1日 上野ストアハウス）狩家企役
- 「ハザカイキ」（主催・企画・製作Bunkamura、作・演出：三浦大輔　2024年3月31日 - 4月22日THEATER MILANO-Za）
- 「裸足」（ONEOR８×wag. 企画：ワークショップ&アトリエ公演 脚本・演出：田村孝裕  2024年11月２日 - 11月3日）
- 「眠る脳と脈打つ宿罪」（主催：#ミステラ、脚本・演出：鈴木秀明  2025年4月18日 - 5月8日 HEP HALL 他）[2]

## 出演

### テレビドラマ
- 「新・ミナミの帝王（XXII）～銀次郎の新たな敵は神様！？～」（2023/03/25　関西テレビ）
- 「もしも法律が作れたら?」（2023/11/26　日本テレビ）
- 「ビーチボーイズに憧れて」（2024/01/06　BSフジ）
- 「めぐる未来」9話（2024/3/14　読売テレビ）
- 「日曜劇場ブラックペアン シーズン2」第9話（2024/9/8 TBS）

### 映画
- 「悪い夏」城定秀夫監督（2025年3月20日　クロックワークス）
- 「フロントライン」関根光才監督（2025年6月13日　ワーナー・ブラザース）

### WEB配信ドラマ
- 「桃色探訪～伝説の風俗～#13【大崎編】」（2023/12/31 チャンネルNECO）居酒屋店員役
- 「罵倒村」（2025年5月配信、Netflix）ディレクター役
- 「ホットなエンタメ部」（2025年6月配信、TikTokドラマ）鳴海慶介役

### インターネット配信番組
- 「NONSTYLE井上365」（YouTube番組、2017年 - ）
- 「『アイランドカーニバル祭～第五人格4周年フェス』第五人狼！【IdentityV 第五人格】」
- 第五人格リリース5周年イベント『High Five! ファンタジーランド』2023年7月

### ラジオ
- 「NONSTYLE井上の渋谷ジャック」（渋谷クロスFM）
- 「ラジオドラマ 居場所」（ 2023年12月31日（日）13:00～ TOKYO FM/JFN37局 ）

### CM
- デジタル地域通貨「ジモッペイ」
- au三太郎シリーズ　ローソンコラボシリーズ『アゲアゲの店』
- キリンビール グリーンズフリー　うれしいノンアル菅野さん篇